# Antíoco Teos de Comagena
Antíoco Teos, chamado por alguns historiadores de Antíoco I de Comagena, e por outros de Antíoco II de Comagena, foi um rei de Comagena, um dos cinco pequenos reinos em que a Síria foi dividida após a queda do Império Selêucida.
Ele foi o sucessor de Mitrídates I de Comagena, por sua vez o sucessor de Antíoco XIII Asiático, o último rei da Síria Selêucida.
Mitrídates I de Comagena, seu pai, havia se casado com Laódice, filha de Antíoco Gripo e, possivelmente, da princesa ptolemaica Trifena. Laódice, provavelmente, foi a mãe de Antíoco Teos, pois Antíoco dizia-se descendente de Alexandre, o Grande e de Dario I.
Seu túmulo está localizado no Monte Ninrode, um dos picos mais ocidentais do maciço montanhoso Antitauro, a 2 150 metros de altitude. O túmulo é decorado com imagens de deuses, em que é feito uma associação entre deuses da mitologia grega com deuses iranianos: Apolo é igualado a Mitra, o deus iraniano do Sol, Zeus com Oromasdes, versão helenizada de Aúra-Masda, e Héracles com Artagnes. Nas faces leste e oeste são representados os ancestrais de Antíoco.
Sua esposa foi Isias Filostorgo, e eles foram os pais de Mitrídates, Laódice e Antióquida. Segundo alguns autores, Isias era irmã de Antíoco, e também era filha de Mitrídates e Laódice. Segundo Grace Harriet Macurdy, o epíteto Philostorgos poderia significar que Isias era irmã-esposa de Antíoco, ou poderia ser apenas um eco do epíteto de Laódice Filadelfa, esposa, mas não irmã, de Mitrídates I. Segundo Roger Beck, com base no túmulo construído entre 30 e 20 a.C. por Mitrídates II de Comagena para quatro de suas parentes do sexo feminino, Mitrídates era filho de Isias e Antíoco, tinha duas irmãs, Laódice e Antióquida e uma sobrinha, Aca, filha de Antióquida. Este monumento era o túmulo de Isias, Antióquida e Aca, e uma homenagem (um cenotáfio) de Laódice, que havia se casado com rei dos partas Orodes II e foi assassinada, junto de seu marido e seus filhos, pelo parricida e fratricida Fraates IV.
Seu sucessor foi Mitrídates, chamado por alguns historiadores de Mitrídates I de Comagena, e por outros de Mitrídates II de Comagena.